# Гаркалін Валерій Борисович
Валерій Борисович Гаркалін (11 квітня 1954, Москва — 20 листопада 2021, Москва) — радянський і російський актор театру і кіно, професор російського університету театрального мистецтва. Заслужений артист РФ (2000). Народний артист Російської Федерації (2008).
Рід Гаркаліна по батькові має караїмське коріння. Батько завідував гаражною майстернею, мати працювала касиром в їдальні. Після закінчення середньої школи, за наполяганням батька працював слюсарем на заводі.

## Творчий шлях
Народився 11 квітня 1954 року у Москві.

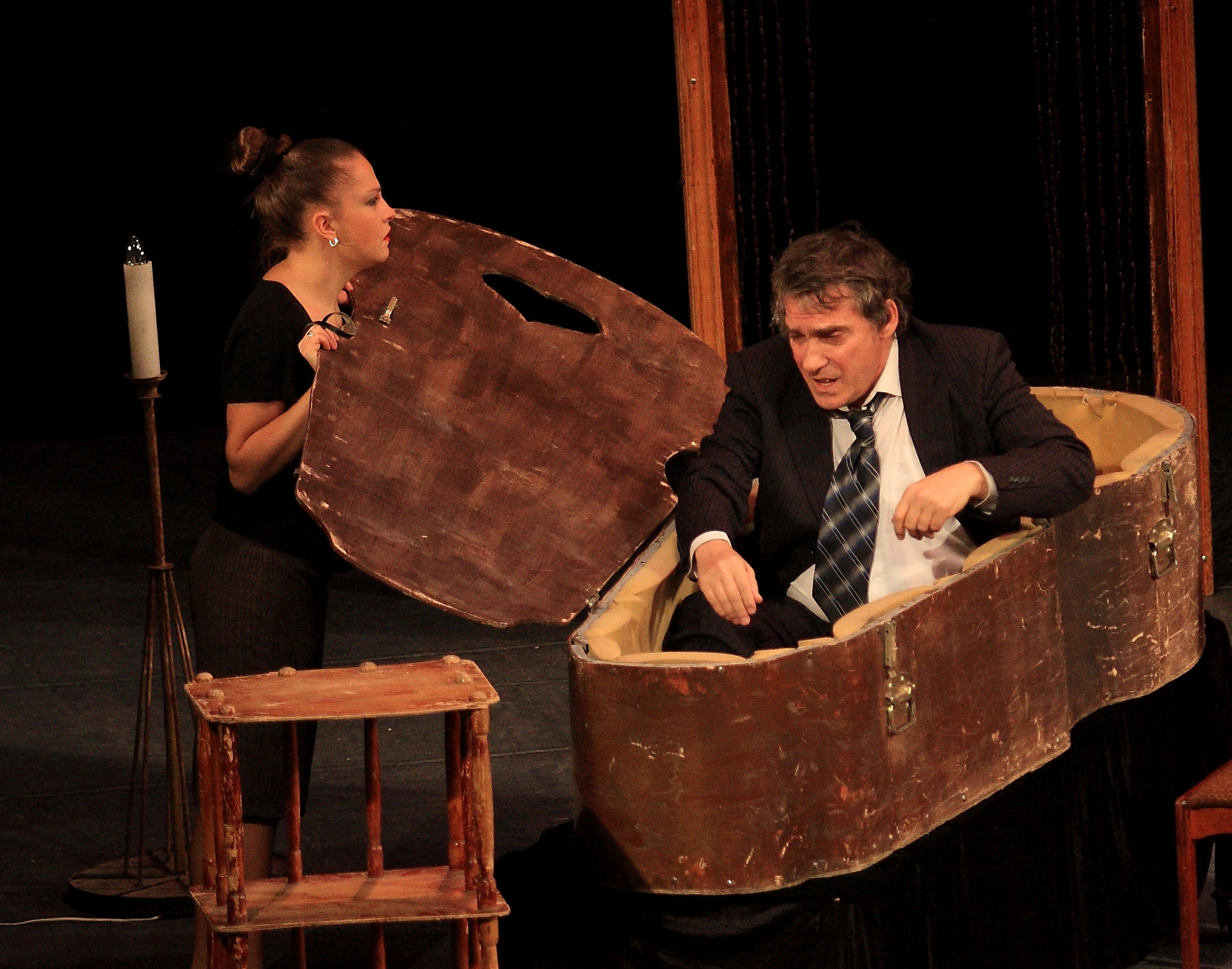
В ролі олігарха в спектаклі «Белла чао»!

Відслуживши в армії, вступив до Гнесинського музичного училища і у 1978 році закінчив його (факультет лялькового мистецтва, керівники Л. А. Хаїт і С. В. Образцов).
Після закінчення навчання випускники курсу створили театр на колесах «Люди і ляльки», приписаний до кемеровської філармонії (керівник Л. А. Хаїт), — театр був надзвичайно популярний наприкінці 1970-х та у 1980-х роках, об'їздив всю країну.
Після виходу зі складу театру «Люди і ляльки», в якому пропрацював шість років, Валерій Гаркалін деякий час служив в Центральному театрі ляльок у С. В. Образцова.
У 1988 році закінчив факультет естради та масових заходів російського університету театрального мистецтва (курс В'ячеслава Шалевича). На сцені з успіхом грав у різних жанрах — в класиці, мюзиклі, авангардних постановках. Критиками і глядачами була визнана блискучою зіграна ним роль Петруччо в комедії Вільяма Шекспіра «Приборкання норовливої». Одночасно грав на сцені театру-студії «Людина».
Характерний комедійний актор. Зоряним часом в кінематографі стала комедія «Ширлі-мирлі» (1995), де Гаркалін зіграв одразу трьох братів-близнюків Шніперсона-Кролікова-Алмазова (а також негра-стюарда Патрика Кролікоу).
7 червня 2008 року Гаркалін, перебуваючи на гастролях у Клайпеді, переніс важкий інфаркт, потім у листопаді 2008 року стався повторний інфаркт.
2 жовтня 2021 року 67-річний артист був госпіталізований із коронавірусною інфекцією. Ураження легень у нього становило близько 80 %. Помер 20 листопада 2021 року у Москві від ускладнень, спричинених коронавірусом.
Прощання з актором відбулося 23 листопада у навчальному театрі Російського інституту театрального іскусства. Похований на Міуському цвинтарі неподалік могили дружини (дільниця № 2). 28 квітня 2023 року відкрито меморіальну пам'ятку. Авторами виступили скульптори Согоян.

## Громадянська позиція
В березні 2014 року підписав листа «Ми з Вами!» КіноСоюзу на підтримку України.

## Фільмографія
- 1989 — Катала — Олексій Греков, «Грек»
- 1991 — Оберіг — людина-вовк
- 1991 — Цар Іван Грозний — Васька Кальна, опричник
- 1992 — Білі одежі — Федір Іванович Дежкин
- 1993 — Роль — Андрій
- 1993 — Я сама — слідчий Приходько
- 1994 — Зона Любе — «Сильний», укладений
- 1994 — Російська симфонія — Борисич
- 1995 — Ширлі-мирлі — Василь Кроликів / Інокентій Шніперсон / Роман Алмазов / Патрік Кролікоу
- 1997 — Бідна Саша — Микола Кришкін
- 1997 — Старі пісні про головне-2 — залицяльник-військовий
- 1997—2000 — Пригоди Солнишкіна — капітан «Плавали-знаємо»
- 1999 — Д. Д. Д. Досьє детектива Дубровського — маг Копчик
- 1999 — Директорія смерті — Каменецький-Щедрін, письменник
- 1999 — Жінок ображати не рекомендується — Борис Раппопорт, скрипаль
- 1999 — Святий і грішний — диявол
- 2000 — 8 Березня — Стоцький
- 2000 — Будинок для багатих — капітан Скороходов, жандармський офіцер
- 2000 — Конвалія срібляста — Кромін
- 2001 — Герой її роману — Індик
- 2001 — Медики — Вольдемар Корнійчук
- 2001 — Спадкоємиці — Заривайло, журналіст
- 2001 — Зупинка на вимогу 2 — адвокат Ясинський
- 2002 — Кодекс честі-1 — Пілігрим, міжнародний терорист
- 2002 — Ліфт йде за розкладом — Євген
- 2002 — Російські амазонки
- 2003 — Ангел на дорогах
- 2003 — Сищики-2 — Щелчков
- 2003 — Дільниця — Суслевіч
- 2004 — Шкіра саламандри — Авнер
- 2004 — Конвалія срібляста-2 — Роман, композитор
- 2004 — Новорічні чоловіки
- 2004 — Сестри — Володимир Бурбига, нафтовий магнат
- 2005 — Дев'ять невідомих — Костянтин Савич, серійний вбивця
- 2005 — Моя прекрасна нянька — Франсуа Ляпен (Федір Ляпкин)
- 2005 — Ой, мороз, мороз! — сусід
- 2005 — Попса — Лев Малиновський
- 2005 — Продається дача — шахрай
- 2005 — Рекламна пауза — Кендібаров, кандидат в депутати
- 2005—2006 — Люба, діти і завод... — Артур
- 2005—2006 — Плюс нескінченність — Барзан
- 2006 — Андерсен. Життя без любові — Крістіан
- 2006 — Бідна крихітка — Жук
- 2006 — Веселі сусіди — Володимир Зуєв
- 2006 — Шахраї — господар квартири
- 2006 — Іван Подушкін. Джентльмен розшуку-1 — Сева
- 2006 — Хто в домі господар? — офіціант Робер
- 2006 — Не було б щастя… — Андрон Олександрович, директор агентства «Каре»
- 2007 — Скажена — Роберт Сергійович
- 2007 — Будинок шкереберть — Микола Олегович
- 2007 — Королі гри — Микола Самохін, банкір
- 2007 — Кривава Мері — граф
- 2007 — Милосердний — майор
- 2007 — Національне надбання — Веня Вайншток
- 2007 — Скарб — Павло Петрович
- 2007 — Вбити змія — Мак-Грегор
- 2008 — Олександр Македонський — куратор
- 2008 — Гуманоїди в Корольові — Герман Бєлов
- 2008 — Не відрікаються люблячи… — Сергєєв
- 2008 — Одна ніч любові — учитель з фехтування
- 2008—2010 — Даішники
- 2009 — Земля обітована від Йосипа Сталіна (документальний) — Міхоелс
- 2009 — Дах — Євгеній Валентинович — скрипаль, батько Олени
- 2009 — Марго. Вогняний хрест
- 2011 — Земський лікар. продовження — Леонід
- 2011 — Олімпійське селище — Сміт
- 2011 — Одкровення — учений
- 2011—2012 — Земський лікар. життя заново — Леонід Матвійович
- 2012 — Дід Іван і Сашко — дід Іван
- 2012 — День додо — Чучельник
- 2012 — Катя, Соня, Поля, Галя, Віра, Оля, Таня … (фільм-спектакль)
- 2013 — Між нами дівчатами — Аркадій Геннадійович Рябоконь
- 2014 — Павутина-8
- 2015 — Дуелянти (короткометражний)
- 2015 — Щастя — це… — психотерапевт
- 2017 — Дітки напрокат — дідусь Венери
- 2017 — Єралаш у кіно
- 2018 — Між нами дівчатами. Продовження — Аркадій Геннадійович Рябоконь, акомпаніатор, друг Іраїди Степанівни
- 2019 — Шахова королева (мінісеріал) — Валентин Валентинович Сєдов
- 2019 — Живи своїм життям — дядя Валера